# Matea Marinković
Matea Marinković (* 15. März 2004 in Zagreb) ist eine kroatische Eishockeyspielerin, die seit 2021 beim HDK Maribor unter Vertrag steht und derzeit mit dem Klub in der International Women Hockey League und der österreichischen Dameneishockey-Bundesliga spielt. Ihr Zwillingsbruder Karlo ist ebenfalls kroatischer Nationalspieler.

## Karriere
Matea Marinković begann ihre Karriere als Eishockeyspielerin beim HDK Maribor. Mit dem Klub spielt sie derzeit in der International Women Hockey League und der österreichischen Dameneishockey-Bundesliga.

### International
Für Kroatien debütierte Marinković bei der Weltmeisterschaft der Division II 2022, wo sie auch 2023 spielte, als sie zur besten Spielerin ihrer Mannschaft gewählt wurde. Nach dem Abstieg 2023 spielte sie 2024 in der Division III.